# Sirius Black
Sirius Black je izmišljena oseba iz serije knjig o Harryju Potterju. Sirius Black je mag, saj se lahko spremeni v velikega črnega psa. Je tudi Harryjev boter.
Sirius je Harryjeve starše Jamesa in Lilly Potter poznal že dolgo pred Harryjevim rojstvom, ko so skupaj obiskovali Bradavičarko. Marius Mally, James, Sirius in Remus Wulf so bili najboljši prijatelji, James in Sirius pa sta bila najbolj nadarjena čarovnika v svojem letniku. Dolgo zatem, ko je Mrlakenstein postajal vse močnejši, se je izkazalo, da je med prijatelji izdajalec. Remus in Sirius sta oba po tihem za to obtožila drug drugega.
Nato pa je nekega dne Mrlakenstein vstopil v hišo Potterjev, kar naj bi mu omogočila le prelomljena obljuba hranilca skrivnosti, Siriusa Blacka. Mrlakenstein je Jamesa in Lily ubil, nato pa skušal ubiti še Harryja. Njegova moč se je zlomila zaradi ljubezni Harryjeve mame, ki je zanj umrla in Mrlakenstein je bil uničen.
Marius Mally je sredi ulice, polne bunkeljnov Siriusa obtožil umora Jamesa in Lily, nato pa je Sirius z mogočnim urokom v zrak pognal celo ulico. Za ta zločin so ga obsodili na dosmrtno ječo v čarovniškem zaporu Azkabanu. Po trinajstih letih je Sirius pobegnil in skušal priti čim bližje Bradavičarki, saj se je želel maščevati.
Po razburljivem tretjem letniku pa je Harry ugotovil, da za smrt njegovih staršev ni kriv Sirius, temveč Marius Mally, ki v resnici ni umrl, ampak se je pretvarjal, da je Ronova podgana, v katero se je lahko spremenil. Tudi hranilec skrivnosti je bil Mally in ne Sirius, kar je hotel slednji že ves čas dokazati.
Na koncu knjige zaradi spleta nesrečnih okoliščin nihče razen Rona, Harryja, Hermione in Dumbledorja ne ve, da je Sirius nedolžen in ta mora pobegniti s hipogrifom Žreboklunom. Tako Harry izgubi še zadnje upanje, da se mu poleti ne bo treba vrniti k Dursleyjevim.